# Мерзленко Альберт Васильович
Альберт Васильович Мерзленко (17 квітня 1927, місто Антрацит, тепер Луганської області — 15 липня 1997, місто Київ) — український радянський і компартійний діяч, голова Ворошиловградського облвиконкому. Депутат Верховної Ради УРСР 10—11-го скликань (у 1983—1990 роках). Кандидат у члени ЦК КПУ в 1981—1984 роках. Член ЦК КПУ в 1984—1990 роках.

## Біографія
З 1942 року — учень інструментальника (токаря) в центральних електромеханічних майстернях тресту «Боково-Антрацит»; учень Краснолуцького гірничого технікуму.
Член ВКП(б) з 1949 року.
У 1953 році закінчив Ленінградський гірничий інститут.
У 1953—1957 роках — заступник головного інженера шахти № 30; головний інженер шахтоуправління № 26-44; начальник шахти № 30 тресту «Боково-Антрацит».
У 1957—1962 роках — 2-й секретар; 1-й секретар Боково-Антрацитівського районного комітету КПУ Луганської області.
У 1962 — вересні 1964 року — 1-й секретар Антрацитівського міського комітету КПУ Луганської області.
У вересні — грудні 1964 року — секретар Луганського промислового обласного комітету КПУ, голова Луганського промислового обласного комітету партійно-державного контролю. Одночасно у вересні — грудні 1964 року — заступник голови виконавчого комітету Луганської промислової обласної ради депутатів трудящих.
У грудні 1964 — лютому 1966 року — секретар Луганського обласного комітету КПУ, голова Луганського обласного Комітету партійно-державного контролю. Одночасно, у грудні 1964 — грудні 1965 року — заступник голови виконавчого комітету Луганської обласної ради депутатів трудящих.
У 1966—1969 роках — начальник управління Луганського округу Держгіртехнагляду УРСР.

Могила Альберта Мерзленка, Байкове кладовище

Закінчив Вищу партійну школу при ЦК КПРС.
У 1969—1981 роках — 1-й заступник голови виконавчого комітету Луганської (Ворошиловградської) обласної ради депутатів трудящих.
У квітні 1981 — квітні 1986 року — голова виконавчого комітету Ворошиловградської обласної ради народних депутатів.
10 березня 1986 — 1990 року — голова Комітету народного контролю Української РСР.
Потім — на пенсії. Помер у 70-річному віці 15 липня 1997 року. Похований разом з дружиною в Києві, на Байковому кладовищі (ділянка № 49а, 50°24′58.77″ пн. ш. 30°30′6.87″ сх. д. / 50.4163250° пн. ш. 30.5019083° сх. д.).

## Нагороди
- ордени
- медалі
- почесна грамоти Президії Верховної Ради Української РСР (16.04.1987)